# 莱特旋风系列发动机
莱特旋风（Wright Whirlwind）是由莱特航空公司（原为独立的公司，后来成为柯蒂斯-怀特公司的一个部门）制造的气冷星形发动机家族。最初的型号是由9个汽缸的发动机，后来发展出5个汽缸与7个汽缸的衍生型，14个汽缸的型号也开发过，但未能投入商业生产。

## 说明
旋风系列是Lawrance J-1发动机的直系后代，Lawrance J-1发动机是Lawrance Aero Engine Company为美国海军生产的9汽缸气冷星形发动机。由于海军对气冷星形发动机非常热衷，同时又担心Lawrance不能为他们提供足够的发动机，因此海军迫使莱特公司于1923年购买了Lawrance company，并自产了J-1,莱特的J-1是它自己的9汽缸R-790 Whirlwind系列的第一台发动机，紧接着J-3, J-4, J-4A, J-4B也投产了，最终莱特于1925年投产了极受欢迎而且极成功的J-5。
1928年莱特使用 J-6 Whirlwind发动机家族代替了R-790系列。它增加了增压器以提高发动机功率，同时还通过扩大汽缸的内径的方式增加汽缸容量。该家族包括三个成员：9汽缸的R-975, 7汽缸的R-760和5汽缸的R-540，在同一设计下提供了不同输出功率。在其中R-975是最受欢迎的。特别是因为在二战中它被安装在装甲战斗车上。
在1930年代中期，莱特也开发了两款14汽缸的双排旋风版本。600hp的R-1510和800hp的R-1670。它们使用在一些军用飞机的原型机上。这两个版本的发动机均未达到生产阶段。
在相同输出功率的情况下气冷的旋风发动机比其他液冷发动机要轻而且可靠。因为液冷系统增加了额外的重量，而且需要额外的保养。因为这些优点，旋风发动机被广泛的使用，并被大量制造。而Continental Motors, Hispano-Suiza, 和Shvetsov也通过许可证方式生产了一部分。由于旋风系列的成功，导致了20年代直至40年代的气冷星形发动机的大发展。它们逐渐使液冷航空发动机消失。

## 旋风系列（Whirlwind series）
- R-790: 9汽缸星形, 200-220hp. 生产期：1923-1928
- R-540: 5汽缸星形, 165-175hp. 生产期：1928-1937
- R-760: 7汽缸星形, 225-350hp. 生产期：1928-1945
- R-975: 9汽缸星形, 300-450hp. 生产期：1928-1950年代
- R-1510: 14汽缸双排星形, 600hp. 于1933年开发, 仅有原型机。
- R-1670: 14汽缸双排星形, 800hp. 于1934年开发, 仅有原型机。